# Mitologia wietnamska
Mitologia wietnamska – mitologia Wietnamu, zbiór prehistorycznych mitów narodowych ludności wietnamskiej, związany z popularnymi aspektami religii Wietnamu.

## Mity kreacji
Zgodnie z narodowym mitem kreacji Wietnamczyków historia tego kraju rozpoczyna się z pierwszym z królów Hùng, noszącym imię Kinh Dương Vương. Miał on syna nazwanego Lạc Long Quân, co oznacza smoczego władcę Lạc. Syn ten wraz ze swą żoną, wróżką Âu Cơ, stali się rodzicami ludności wietnamskiej. Para ta wydała na świat setkę dzieci, którzy zapoczątkowali 100 wietnamskich nazwisk. Wśród tych 100 potomków boskiej pary są też pewne ważniejsze duchy. Zalicza się doń nieśmiertelny duch górski, wielki król góry Tản Viên, następca swego ojca.

## Bohaterowie i bogowie
Do ważniejszych postaci wietnamskiej mitologii zaliczają się Czterej Nieśmiertelni: olbrzymi chłopiec Thánh Gióng, bóstwo górskie Tản Viên Sơn Thánh, zamieszkujący bagna Chử Đồng Tử i księżniczka Liễu Hạnh. Jeden z nich pojawia się również w walce, którą stoczyli pomiędzy sobą Sơn Tinh i Thủy Tinh, kiedy to bóg góry walczył z bogiem wody. Legendy historyczne opowiadają również o orężu Thuận Thiên, co oznacza „Wolę Niebios”, magicznym mieczu króla Lê Lợi.
W mitologii wietnamskiej pojawiają się również zapożyczenia z mitologii chińskiej. Wymienia się wśród nich Cztery Święte Bestie: smoka wietnamskiego, Kỳ Lân (chiński Qilin), żółwia i feniksa. Chiński Shennong pojawia się w mitach sinowietnamskich wśród tych samych postaci (chữ Hán 神農) pod imieniem „Thần Nông”.
W mitologii ludowej występują także takie postacie, jak 3 wróżki czy też mười hai bà mụ (12 położnych). Jak podaje Iain Stewart, jest to 12 mniejszej ważności wróżek, które uczą noworodki takich umiejętności, jak ssanie czy uśmiechanie się. Każda z ba mu uczy noworodka innej umiejętności przydatnej w pierwszym roku życia lub też każda z nich ofiarowuje mu inną przydatną cechę, jak pisze Helle Rydstrøm. Autor ten opowiada też, że kiedy noworodek w Thinh Tri kończy pierwszy miesiąc swego życia, przeprowadza się specjalne czynności rytualne właśnie dla Muoi Hai Ba Mu.

## Popularne praktyki religijne
Wiele legend wiąże się z kultem przodków, do którego zalicza się tworzenie papieru Joss (vàng mã), łączenie się medium z duchami (lên đồng) jak też w ogóle z obecnością duchów w kulturze wietnamskiej. Można tu wymienić ołtarze lokalnych bożków, jak Saint Trần. Istnieje tu związek z Trần Hưng Đạo, królem-generałem, który powstrzymał inwazję mongolską w XIII stuleciu. Đạo Mẫu (道母), kult bogini-matki, opiera się w Wietnamie o legendy, nie występując w pojedynczej usystematyzowanej formie. Legendarną boginią może być Thiên Y A Na, władczyni Bà Chúa Xứ, pani skarbców Bà Chúa Kho oraz jedna z Czterech Nieśmiertelnych, księżniczka Liễu Hạnh, razem z wróżką z mitu kreacji Âu Cơ. W rzeconej roli wystąpić mogą nawet zmitologizowane postacie historyczne, jak siostry Trưng, Hai Bà Trưng czy Bà Triệu. Istnieje również kult Czterech Pałaców, w których rządzą Cztery Niebiańskie Matki (thánh Tứ Phủ): mẫu Thượng Thiên, bogini górnego nieba, mẫu Thượng Ngàn, bogini wzgórz, mẫu Thoải, matka-woda, oraz mẫu Địa Phủ, matka Ziemia.